# Johann August Vullers
Johann August Vullers (* 23. Oktober 1803 in Bonn; † 21. Januar 1880 in Bonn) war ein deutscher Orientalist.

## Leben und Werk
Vullers studierte an der Universität Bonn Theologie und morgenländische Sprachen und setzte später seine Sprachstudien an der Sorbonne fort (bis 1830). Anschließend beendete er an der Universität Berlin sein Studium. 1831 wurde Vullers an der Universität Bonn habilitiert und wirkte im Anschluss daran dort als Privatdozent. 1833 nahm er einen Ruf als Professor für orientalische Sprachen an die Universität Gießen an. Dort wirkte Vullers bis zu seiner Emeritierung. 1872 wurde er zum Geheimen Studienrat ernannt.
Vullers war zuerst mit Klara Elisabeth, und nach deren Tod mit Henriette Fohr verheiratet, die ihn überlebte.
Seine Forschungen widmete Vullers hauptsächlich den grammatischen und lexikalischen Bearbeitungen der neupersischen Sprache. Sein etymologisches Lexikon wurde vom Institut de France und der Académie des Inscriptions et Belles-Lettres in Paris mit einem Preis ausgezeichnet. Als Herausgeber und Übersetzer machte sich Vullers auch um die Werke von Firdausi, Mir Hwand und Zarathustra sehr verdient. Seine Lehrtätigkeit umfasste viele Gebiete, so das Sanskrit, Persische/Arabische und Hebräische.

## Schriften (Auswahl)
- Firdusii liber regum […]. 3 Bände. Leiden 1877–1884.
- Grammatica linguae Persicae cum dialectis antiquioribus Persicis et lingua Sanscrita comparatae, Universität Gießen 1870.
- Vita poetarum Persicorum ex Dauletschahi historia poetarum. Anvarii vitam tenens, in: Festschrift zur 50-Jahrfeier der Universität Bonn, Keller: Gießen 1868
- Lexicon persico-latinum etymologicum. 2 Bände. Bonn 1855–1864 (Supplement 1868).
- Syntaxis et ars metrica Persarum. Gießen 1850.
- Institutiones linguae persicae cum sanscrita et zendica lingua comparata. Gießen 1840 (2. Auflage 1870).
- Vitae poetarum persicorum. 2 Hefte. Bonn 1839–1868.
- als Hrsg.: Chrestomathia Schahnamiana. Bonn 1833 (Chrestomathie aus dem Schāhnāme (persisches Nationalepos)).
- Grammaticae arabicae elementa. Bonn 1832.
- Fragmente über die Religion des Zoroaster. Bonn 1831 (Übersetzung aus dem Persischen).
- Mirchondis Geschichte der Seldschukken. Bonn 1831 (persisches Original mit deutscher Übersetzung).
- außerdem Ausgaben zweier arabischer Moallakâts (Bonn 1827 und 1829).

## Sekundärliteratur
- Franz Babinger: Ein Halbjahrhundert morgenländischer Studien an der hessischen Landes-Universität. Joh. Aug. Vullers. In: Gießener Hochschulgesellschaft. Nachrichten der Giessener Hochschulgesellschaft (1919), Band 2, S. 68–88. pdf
- Johann August Vullers. In: Deutsche Biographie (Index-Eintrag).